# Хилова сфера
Хилова сфера је регион око неког објекта у свемиру где се налазе његови сателити. Да би сателит остао да кружи око планете потребно је да се његова орбита налази унутар граница Хилове сфере. Сателити такође имају своју Хилову сферу у којој могу да круже мањи објекти. На пример, Сунце има своју Хилову сферу где круже остале планете, а оне саме такође имају Хилову сферу где круже њихови сателити.
Прецизније, Хилова сфера је регион око објекта где је његово гравитационо поље довољно јако да „зароби” други објекат, тј. да га задржи у својој орбити.
Хилова сфера је добила име по америчком астроному Џорџу Вилијаму Хилу, који је дефинисао на основу радова француског астронома Едуарда Рошеа.

## Формула
Ако је маса тела (на пример Земље) m, и оно орбитира око масивнијег тела (на пример Сунце) масе M са ексцентрицитетом е и великом полуосом a, онда је радијус r Хилове сфере тела (Земље):
{\displaystyle r\approx a(1-e){\sqrt[{3}]{\frac {m}{3M}}}.}
у случају да ексцентрицитет може да се занемари, израз постаје:
{\displaystyle r\approx a{\sqrt[{3}]{\frac {m}{3M}}}.}

### Стабилност
Хилова сфера је само апроксимација, с обзиром да гравитациона сила није једина сила која делује на неко тело. Орбите унутар Хилове сфере стабилне су само у 1/2 до 1/3 радијуса сфере. Регион стабилности за ретроградне орбите већи је од оног за орбите које су усмерене супротно. Сателити око Јупитера се крећу ретроградно, док на пример они око Сатурна се крећу у оба смера.